# Anartioschiza sororia
Anartioschiza sororia är en skalbaggsart som beskrevs av Moser 1913. Anartioschiza sororia ingår i släktet Anartioschiza och familjen Melolonthidae. Inga underarter finns listade i Catalogue of Life.